# Pastida
Die Kleinstadt Pastida (griechisch Παστίδα (f. sg.)) bildet gleichzeitig den flächenmäßig kleinsten Stadtbezirk im Gemeindebezirk Petaloudes im Norden der griechischen Insel Rhodos.

## Geographie
Pastida liegt südlich der Stadt Rhodos in nächster Nähe des alten Flughafens und grenzt an die Ortsgebiete von Ialyssos, Kremasti und Maritsa. Nördlich des Ortes liegt das Kloster Filerimos auf einer bewaldeten Anhöhe.

## Name
Psatida erhielt seinen Namen während der Zeit der Kreuzzüge oder der Herrschaft der Johanniter. Der Name stammt aus den romanischen Sprachen; „bastida“ bedeutet „Festung“.

## Geschichte
Die ältesten Zeugnisse über den Ort stammen aus der Zeit um 1204, als die Kreuzfahrer während des Vierten Kreuzzuges nach neuen Herausforderungen und leichter Beute suchten. Die erste Erwähnung des Ortes und seiner Bewohner findet sich in einem Dekret der Ritter von 1479. Der damalige Großmeister Pierre d’Aubusson, erließ aufgrund großer Gefahr durch türkische Angriffe folgendes Dekret: „Im Falle eines feindlichen Überfalles sollen die Bewohner der Orte Trianta und Kremasti in ihren Festungen bleiben um die Flotte zu bewachen. Die Orte Pastida und Maritsa sollen sich in die Festung von Rhodos flüchten.“ Im Ort hat man auch Keramiken aus Gräbern gefunden, die möglicherweise auf Bewohner des naheliegenden Ialysos zurückgehen.
Am 5. Juni 1854 besuchte der französische Reisende Victor Guérin den Ort und verfasste einen kurzen Eintrag in seinem Tagebuch: „Fünfundzwanzig Minuten weiter nördlich befindet sich der kleine Ort Pastida, der aus etwa 20 Häusern besteht. Er liegt inmitten einer Ebene und diese Ebene wird Kamari genannt.“
Während der Zeit der italienischen Besatzung bejubelten die Einwohner die Italiener zunächst als Befreier. Ab 1912 und bis zur Befreiung behielten sie zumindest diesen Anschein. Zur Zeit des „Blutigen Ostern“ (Αιματηρού Πάσχα) 1919 demonstrierten die Bewohner für die Rückkehr zum Mutterland.
1922 erfasste der Gouverneur Alessandro De Bosdari (Μποσδάρη) in Patrida 259 Einwohner, den Bauernführer G. Smaragdi (Γ. Σμαραγδή) und eine Volksschule mit 26 Schülern, einem Lehrer und drei Klassenzimmern, sowie die Kirche Agios Nikolaos (Αγίος Νικολάος). In den Jahren von 1940 bis 1945 (Δωδεκανησιακής Αντίστασης) beteiligten sich viele Bewohner still am Widerstand. Als 1945 die Engländer und ihre griechischen Unterstützer (Σύμμαχοι στη Ρόδο και στα Δωδεκάνησα) eintrafen, jubelten die Bewohner von pastida ihnen zu.
1961 hatte der Ort 595 Einwohner.
In den letzten Jahren hat der Ort durch Tourismus und Immobilienboom enormes Wachstum erlebt. Die Einwohnerzahl ist auf 3000 gestiegen, die Volksschule hat mittlerweile 12 Klassen.

## Kultur

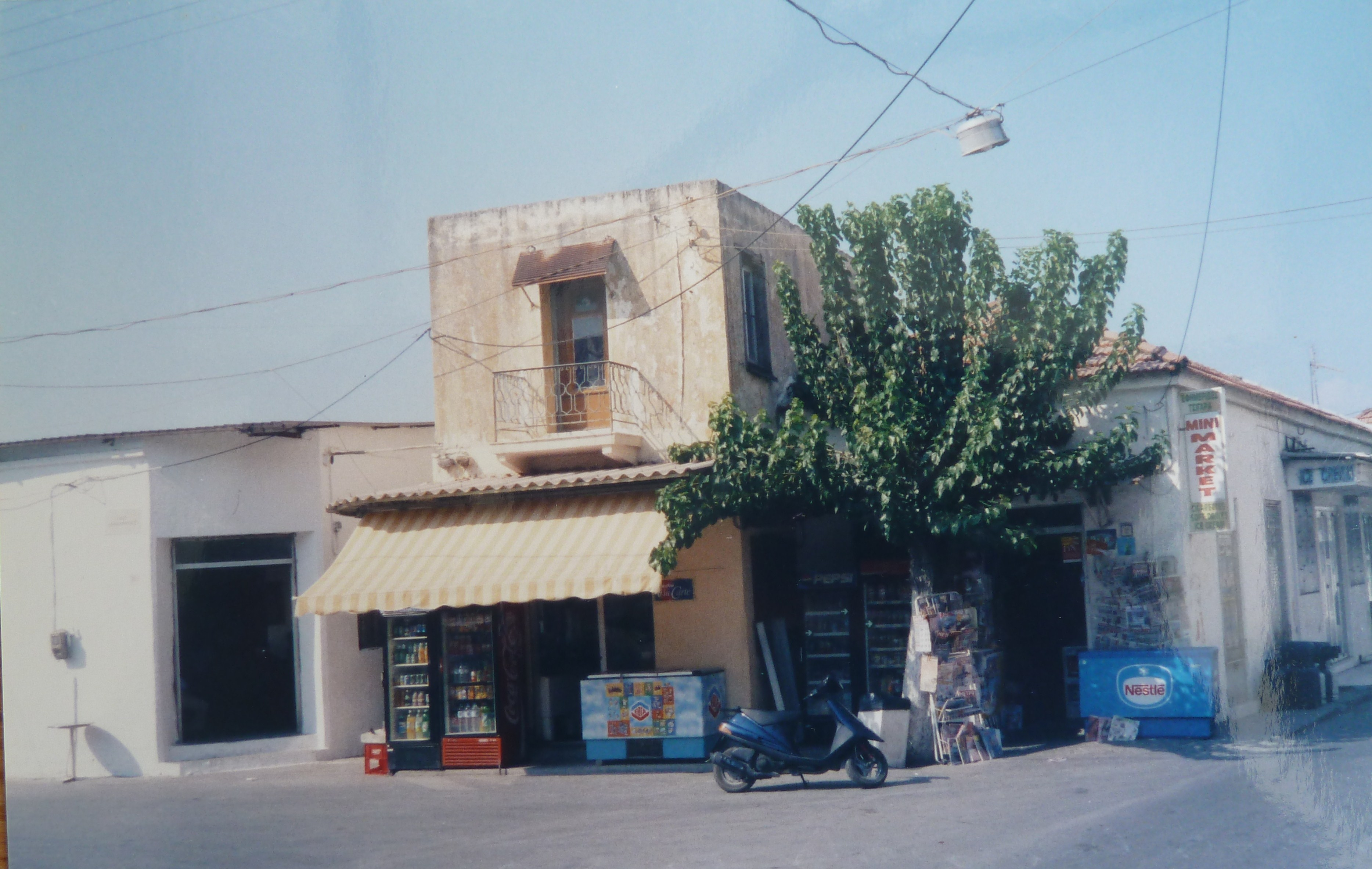
Ortsbild 2004

Der Ortsheilige ist der Heilige Nikolaos, aber es gibt noch einige weitere Kirchen: Agios Georgios (Άγιος Γεώργιος), Agia Markela (Αγία Μαρκέλα), Agios Fanourios (Άγιος Φανούριος), Drei Hierarchen (Των Τριών Ιεραρχών), Agios Rafail (Άγιος Ραφαήλ), Agia Paraskivi (Αγία Παρασκευή), Erlöser (Του Σωτήρος).

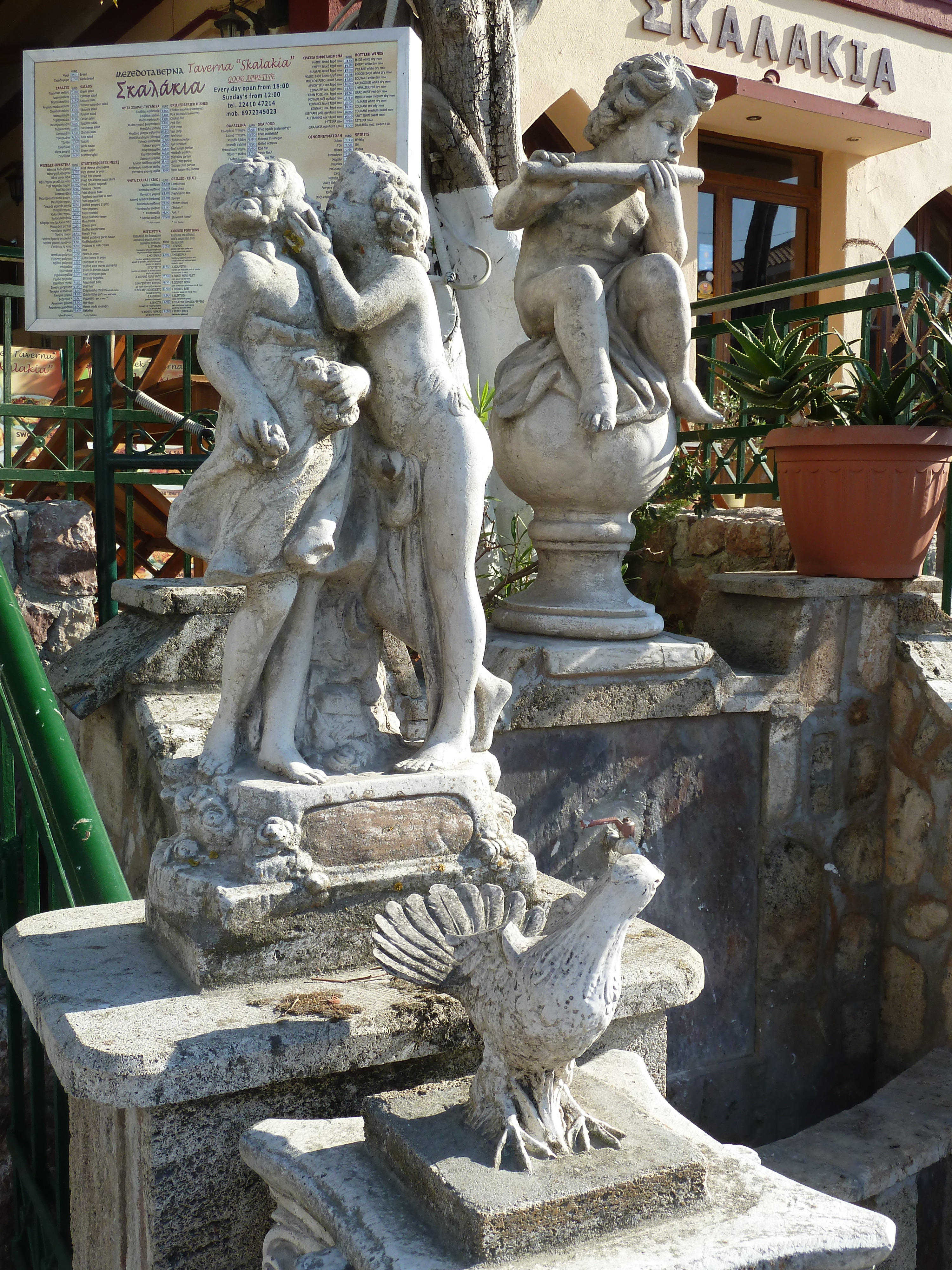
Brunnen in Pastida

Der Ort verfügt über mehrere Vereine: Den Sportverein Asteras Pastidas (Α.Σ Αστέρας Παστίδας), einen Karateverein Shotokan Karate Rodou (Α.Σ Σότοκαν Καράτε Ρόδου), Kulturverein Kamari (Πολιτιστικός Σύλλογος Καμάρι) und den Frauenverein Syllogon Gynaikon Pastidas (Σύλλογος Γυναικών Παστίδας).